# Rianxo
Rianxo (galicisch und offiziell; spanisch Rianjo) ist ein Municipio, eine Parroquia und ein Ort in der Autonomen Gemeinschaft Galicien, in der  Provinz A Coruña im Norden von Spanien. Die 10.748 Einwohner (Stand: 2024) leben auf eine Fläche von 58,79 km², 118 Kilometer von der Regierungshauptstadt A Coruña entfernt.

## Demografie
Legende: Rianjo___Rianxo

Quelle: INE-Archiv – grafische Aufarbeitung für Wikipedia

## Gemeindegliederung
Die Gemeinde Rianxo ist in sechs Parroquias gegliedert:
| Parroquias | Patrozinium  | Einwohner 2024 | Fläche km² | Dichte Einw./km² | Höhe msnm | Ortskennzahl |
| ---------- | ------------ | -------------- | ---------- | ---------------- | --------- | ------------ |
| O Araño    | Santa Baia   | 1.211          | 18,26      | 66               | 87        | 15072010000  |
| Asados     | Santa María  | 1.302          | 8,97       | 145              | 53        | 15072020000  |
| Isorna     | Santa María  | 582            | 7,79       | 75               | 38        | 15072030000  |
| Leiro      | Santa María  | 915            | 10,13      | 90               | 57        | 15072040000  |
| Rianxo     | Santa Comba  | 4.763          | 3,67       | 1.298            | 12        | 15072050000  |
| Taragoña   | San Salvador | 2.081          | 9,92       | 210              | 21        | 15072060000  |

## Sehenswürdigkeiten
- Die Pfarrkirchen der Parroquias bieten einen Einblick in die religiöse Architektur der Region.
- mehrere teilweise sehr alte Hórreos sind in der ganzen Gemeinde zu sehen
- Kapelle Nosa Señora de Guadalupe von 1561

## Veranstaltungen
Eine Vielzahl von Veranstaltungen in der ganzen Gemeinde finden sich hier, im Veranstaltungskalender der Gemeinde.

## Wirtschaft
| Ackerbau, Viehzucht und Fischerei                                                  | 0473  | 011,30 |
| Industrie                                                                          | 1.005 | 024,02 |
| Bauwirtschaft                                                                      | 0343  | 08,20  |
| Dienstleistungsbetriebe                                                            | 2.363 | 056,48 |
| Total                                                                              | 4.184 | 100,00 |
| * Daten aus dem Statistischen Amt für Wirtschaftliche Entwicklung in Galicien, IGE |       |        |

## Söhne und Töchter der Gemeinde
- Alfonso Daniel Rodríguez Castelao (1886–1950), spanischer Schriftsteller
- Santiago Agrelo Martínez (* 1942), Franziskaner, Erzbischof von Tanger 2007–2019